# Stimulisana emisija
Stimulisana emisija je proces kojim upadni foton specifične frekvencije može da formira interakciju sa pobuđenim atomskim elektronom (ili drugim pobuđenim molekularnim stanjem), uzrokujući da on padne na niži energetski nivo. Oslobođena energija prenosi se u elektromagnetno polje, stvarajući novi foton sa fazom, frekvencijom, polarizacijom i pravcem kretanja koji su identični fotonima upadnog talasa. To je u suprotnosti sa spontanom emisijom, koja se javlja u nasumičnim intervalima bez obzira na elektromagnetno polje okoline.
Proces je identičan po formi sa atomskom apsorpcijom u kojoj energija apsorbovanog fotona uzrokuje identičan ali suprotan atomski prelaz: sa nižeg na viši energetski nivo. U normalnim medijumima pri toplotnoj ravnoteži, apsorpcija premašuje stimulisanu emisiju, jer ima više elektrona u nižim energetskim stanjima nego u višim energetskim stanjima. Međutim, kada je prisutna inverzija populacije, stopa stimulisane emisije premašuje brzinu apsorpcije i može se postići neto optička amplifikacija. Takav pojačavački medijum, zajedno sa optičkim rezonatorom, u srcu je lasera ili masera. U odsustvu povratnog mehanizma, laserski pojačivači i superluminescentni izvori takođe deluju na bazi stimulisane emisije.

## Pregled
Elektroni i njihove interakcije sa elektromagnetnim poljima važni su u razumevanju hemije i fizike. Prema klasičnom gledištu energija elektrona koji kruže oko atomskih jezgara veća je na orbitama koje su udaljenije od jezgra atoma. Kvantno mehanički efekti prisiljavaju elektrone da zauzmu diskretne položaje u orbitalima. Elektroni se nalaze u specifičnim energetskim nivoima atoma, od kojih su dva prikazana ispod:
Kada elektron apsorbuje energiju iz svetlosti (fotoni) ili iz toplote (fononi), on prima taj upadni kvant energije. Prelazi su dozvoljeni samo između diskretnih nivoa energije, kao što su dva prikazana iznad. To dovodi do emisionih i apsorpcionih linija.
Nakon što se elektron pobudi iz nižeg u viši energetski nivo, malo je verovatno da će tako ostati zauvek. Elektron u pobuđenom stanju može pasti u niže energetsko stanje koje nije zauzeto, prema određenoj vremenskoj konstanti koja karakteriše taj prelaz. Kada takav elektron padne bez spoljnog uticaja, emituje se foton, što se naziva „spontanom emisijom”. Faza i pravac asocirani sa fotonom koji se emituje su randomni. Materijal sa mnogo atoma u takvom pobuđenom stanju bi mogao na taj način da proizvede zračenje koje ima uzak spektar (centriran oko jedne talasne dužine svetlosti), ali pojedinačni fotoni ne bi imali zajednički fazni odnos i takođe bi se kretali u randomnim smerovima. Ovo je mehanizam fluorescencije i toplotne emisije.
Spoljno elektromagnetno polje na frekvenciji povezanoj sa tranzicijom može da utiče na kvantno mehaničko stanje atoma bez apsorpcije. Kako elektron u atomu prelazi između dva stacionarna stanja (od kojih nijedno ne manifestuje dipolno polje), on ulazi u prelazno stanje koje ima dipolno polje i koje deluje kao mali električni dipol, i taj dipol osciluje na karakterističnoj frekvenciji. Kao odgovor na spoljašnje električno polje na ovoj frekvenciji, verovatnoća da će elektron ući u ovo prelazno stanje uveliko se povećava. Stoga je brzina prelaza između dva stacionarna stanja povećana iznad brzine spontane emisije. Prelaz iz višeg u niže energetsko stanje proizvodi dodatni foton iste faze i smera kao i upadni foton; ovo je proces stimulisane emisije.

## Istorija
Stimulisanu emisiju je teoretski otkrio Ajnštajn u okviru stare kvantne teorije, pri čemu se emisija opisuje u smislu fotona koji su kvant EM polja. Stimulisana emisija se takođe može javiti u klasičnim modelima, bez reference na fotone ili kvantnu mehaniku.

## Literatura
- Saleh, Bahaa E. A.; Teich, Malvin Carl (1991). Fundamentals of Photonics. New York: John Wiley & Sons. ISBN 0-471-83965-5. Непознати параметар |name-list-style= игнорисан (помоћ)
- Alan Corney (1977). Atomic and Laser Spectroscopy. Oxford: Oxford Uni. Press. ISBN 978-0-19-921145-6.
- 3 Laser Fundamentals, William T. Silfvast
- Bertolotti, Mario , trans. 2004). The History of the Laser. Institute of Physics. 1999. ISBN 0-7503-0911-3.
- Bromberg, Joan Lisa. (1991). The Laser in America, 1950–1970. MIT Press. ISBN 978-0-262-02318-4.
- Csele, Mark. (2004). Fundamentals of Light Sources and Lasers. Wiley. ISBN 0-471-47660-9.
- Koechner, Walter. (1992). Solid-State Laser Engineering (3rd изд.). Springer-Verlag. ISBN 0-387-53756-2.
- Siegman, Anthony E.. (1986). Lasers. University Science Books. ISBN 0-935702-11-3.
- Silfvast, William T.. (1996). Laser Fundamentals. Cambridge University Press. ISBN 0-521-55617-1.
- Svelto, Orazio. (1998). Principles of Lasers. Превод: David Hanna (4th изд.). Springer. ISBN 0-306-45748-2.
- Taylor, Nick (2000). LASER: The inventor, the Nobel laureate, and the thirty-year patent war. New York: Simon & Schuster. ISBN 978-0-684-83515-0.
- Wilson, J. & Hawkes, J.F.B.. (1987). Lasers: Principles and Applications. Prentice Hall International Series in Optoelectronics. ISBN 0-13-523697-5.
- Yariv, Amnon. (1989). Quantum Electronics (3rd изд.). Wiley. ISBN 0-471-60997-8.
- Griem, Hans R. (1997). Principles of Plasma Spectroscopy. Cambridge: University Press. ISBN 0-521-45504-9.
- Griem, Hans R. (1974). Spectral Line Broadening by Plasmas. New York: Academic Press. ISBN 0-12-302850-7.
- Griem, Hans R. (1964). Plasma Spectroscopy. New York: McGraw-Hill book Company.
- Siegel, John R. Howell, Robert; Howell. John R. (новембар 2001). Thermal radiation heat transfer. New York: Taylor & Francis, Inc. стр. (xix — xxvi list of symbols for thermal radiation formulas). ISBN 978-1-56032-839-1. Приступљено 2009-07-23.
- E.M. Sparrow and R.D. Cess. Radiation Heat Transfer. Hemisphere Publishing Corporation, 1978.
- Kuenzer, C. and S. Dech (2013): Thermal Infrared Remote Sensing: Sensors, Methods, Applications (= Remote Sensing and Digital Image Processing 17). Dordrecht: Springer.